# Henry Blasdel
Henry Goode Blasdel, född 29 januari 1825 i Dearborn County i Indiana, död 22 juli 1900 i Oakland i Kalifornien, var en amerikansk republikansk politiker. Han var den första guvernören i delstaten Nevada 1864–1871.
Blasdel arbetade bland annat som jordbrukare och kapten för en flodbåt innan han 1859 flyttade till Nevadaterritoriet. Innan han valdes till guvernör var han ämbetsman (County recorder) i Storey County.
Han flyttade 1891 till Kalifornien. Blasdel är begravd på Mountain View Cemetery i Oakland.